# Roy Bridges
Roy Dubard Bridges (Atlanta, 19 juli 1943) is een Amerikaans voormalig ruimtevaarder. Bridges zijn eerste en enige ruimtevlucht was STS-51-F met de spaceshuttle Challenger en vond plaats op 29 juli 1985. Tijdens de missie werd er onderzoek gedaan met het Spacelab.
Bridges werd in 1980 geselecteerd door NASA. In 1986 verliet hij NASA en ging hij als astronaut met pensioen. Van 2003 t/m 2005 was hij directeur bij het Langley Research Center.